# 이요리 히로시
이요리 히로시(일본어: 伊従 寛, 1927년 11월 28일~2020년 6월 29일)는 일본의 전 공정 거래위원회의 위원이자 변호사이다.